# André-Pierre-Henri Broussard
André-Pierre-Henri Broussard, né le 30 novembre 1846 à Ménigoute et mort le 9 mai 1881 à Paris, est un sculpteur français.

## Biographie
André-Pierre-Henri Broussard est né à Ménigoute (Deux-Sèvres) le 30 novembre 1846. Il est d'abord élève de l'école municipale des beaux-arts de Poitiers où il remporte les principales récompenses et exécute une statuette en plâtre intitulée Le Repos, qui figurera au Salon de 1870. 
Il se rend ensuite à Paris où il devient élève de François Jouffroy et de Paul Dubois aux Beaux-Arts de Paris. Il expose au Salon de 1870 à 1881,. Il obtint une mention honorable en 1878 et une médaille de troisième classe en 1880. Il meurt le 9 mai 1881 au sein de l'Hôpital de la Pitié dans le 5e arrondissement de Paris, il habite alors au 36, rue de l'Ouest. Il est inhumé à Poitiers, selon ses vœux. 

## Œuvres
- Le Repos, statuette en plâtre, Salon de 1870 (n° 4306).
- L'Homme et le serpent, statue en plâtre, Niort, musée Bernard d'Agesci, don de l'auteur.
- Portrait de Mlle …, buste en plâtre, Salon de 1875 (n° 2901).
- L'Innocence, statue en plâtre, Salon de 1878 (n° 4080).
- Christ au tombeau, plâtre, Salon de 1880 (n° 6139).
- Portrait de M. M…, sénateur, buste en plâtre, Salon de 1881 (n° 3664).